# Coleotichus blackburniae
Coleotichus blackburniae är en insektsart som beskrevs av White 1881. Coleotichus blackburniae ingår i släktet Coleotichus och familjen bärfisar. Inga underarter finns listade i Catalogue of Life.

## Bildgalleri

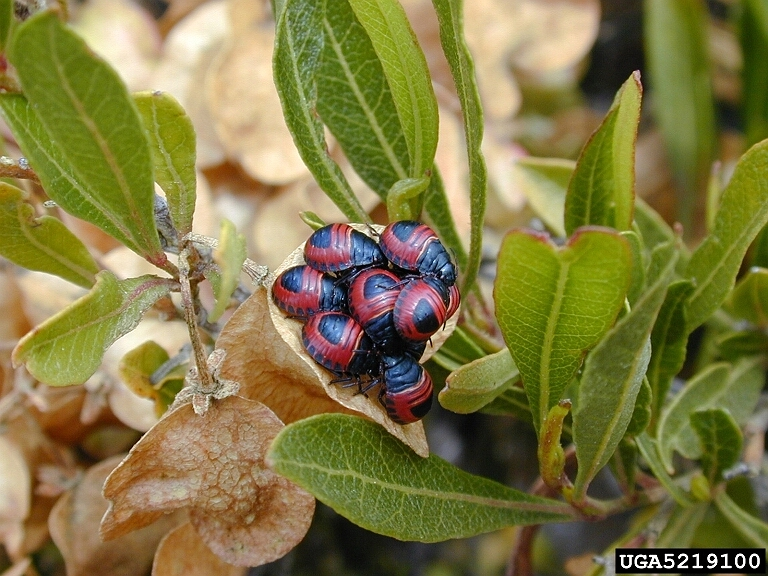